# Sphagnum subrigidum
Sphagnum subrigidum är en bladmossart som beskrevs av Georg Ernst Ludwig Hampe och Paul Pablo Günther Lorentz 1868. Sphagnum subrigidum ingår i släktet vitmossor, och familjen Sphagnaceae. Inga underarter finns listade i Catalogue of Life.